# 100 % flået kærlighed
100 % flået kærlighed er en dansk filmskolefilm fra 2021, som er instrueret af Malthe Wermuth Saxer. beskrevet som anti-romantisk

## Handling
Parret er taget til Verdens Ende, et gammelt fyrtårn ved siden af en stor motorvejsbro, for at dyrke deres nærmest ulækre forelskelse. Men pludselig en dag forsvinder alle Kvindens følelser for Manden som et lyn fra en klar himmel. Puf – så var de væk. Og hvad gør man så? Kæmper man? Giver man op? Hvordan ved man om man skal være sammen eller ej? Hvilken disciplin kræver kærlighed?
Filmen har en del nøgen/sex scener

## Medvirkende
- Maria Cordsen, Kvinden
- Besir Zeciri, Manden
- Anders Hove, Lastbilchaufføren